# Melbourne to Warrnambool Cycling Classic

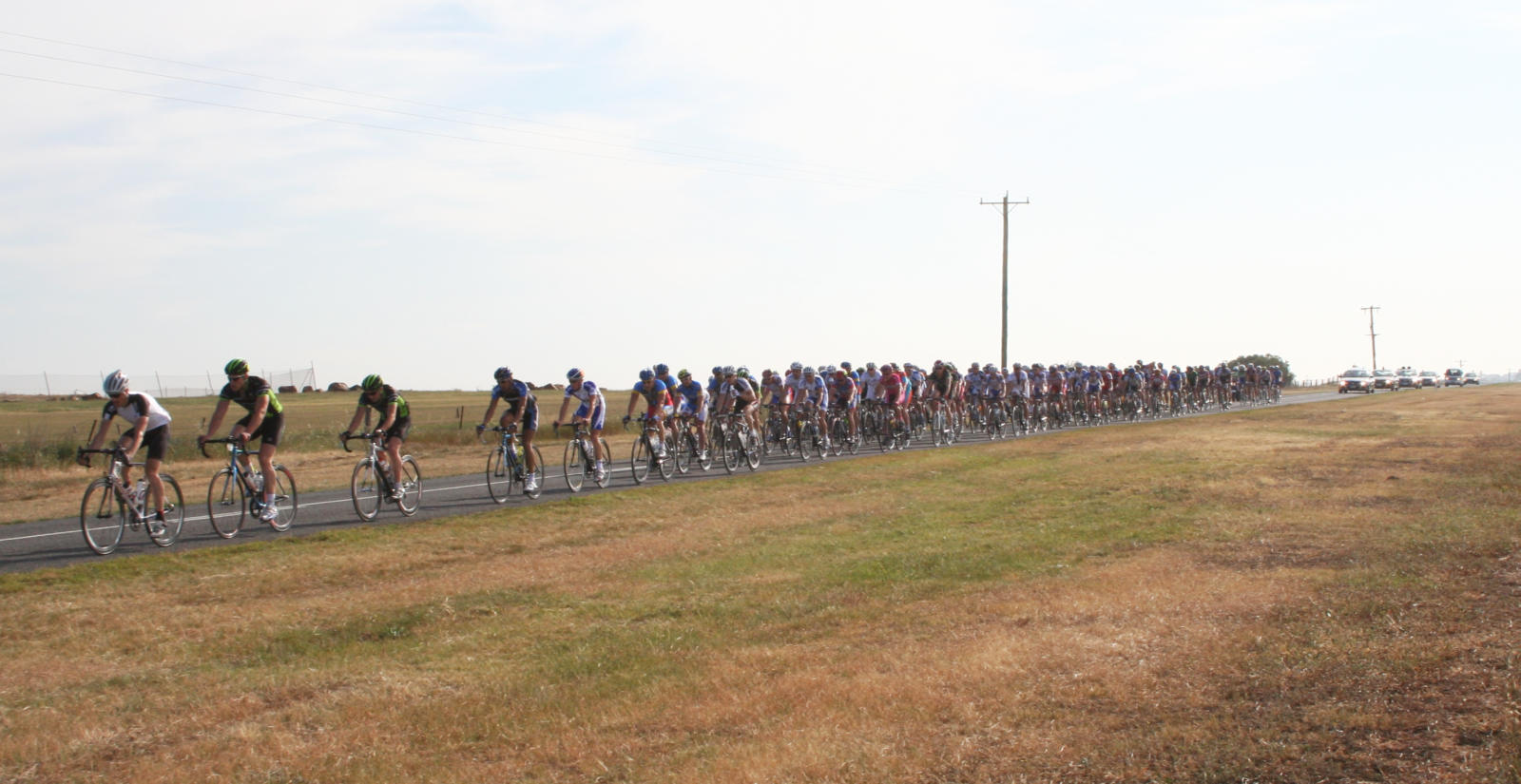
Rennszene aus dem Jahr 2007

Die Melbourne to Warrnambool Cycling Classic ist ein in Australien ausgetragenes Eintagesrennen für Radrennfahrer mit einer Gesamtlänge von etwa 300 Kilometern.
Die erste Austragung des Rennens fand im Jahr 1895 statt. Damit ist es das älteste des australischen Kontinents und eines der ältesten weltweit. Von der Einführung der UCI ProTour und der dazugehörigen UCI Continental Circuits im Jahr 2005 bis zur Saison 2007 gehörte das Rennen zum Rennkalender der UCI Oceania Tour und war in die Kategorie 1.2 eingestuft. Seit der Austragung 2008 steht das Rennen nicht mehr im Kalender UCI. Das Rennen findet alljährlich Mitte Oktober statt.
Traditionell startet das Rennen in Melbourne und führt die Fahrer über den Princes Highway, einen Teil des National Highway 1, nach Warrnambool an der Küste des Bundesstaates Victoria.
Von 1895 bis 1995 startete das Rennen nicht mit dem in Europa gewöhnlichen Massenstart, sondern die Fahrer nahmen die Strecke einzeln in Angriff, da sie von Melbourne aus in verschiedenen Zeitabständen starteten. Erst seit 1996 startet das Rennen mit einem Massenstart, für den bis zu 250 Starter alljährlich melden. Diese sind in die Kategorien A (Profis), B, C und D unterteilt. Zudem gibt es in den zu durchquerenden Städten Prämiensprints und an den insgesamt sechs Anstiegen werden Punkte für die Bergwertung vergeben.
Das Rennen findet alljährlich Mitte Oktober statt. Die Streckenlänge und -führung variiert von Jahr zu Jahr. Bis zum Jahr 2003 mussten die Fahrer 265 Kilometer zurücklegen. In den beiden darauffolgenden Jahren 299,1 und im Jahr 2006 sogar 300,3 Kilometer.
2022 wurde das Rennen erstmals auch für Frauen ausgetragen. Siegerin der Erstaustragung war die Australierin Maeve Plouffe.

## Geschichte

### Entstehung und erste Austragung des Rennens
Im Jahr 1895 kam Don Charlston auf die Idee ein Rennen auf der Strecke Melbourne–Warrnambool durchzuführen, nachdem er selbst die Strecke mit einem Rad gefahren war, um ein im Hafen von Warrnambool liegendes Schiff nach Hause noch rechtzeitig zu erreichen, was er aber aufgrund der rauen See letztlich unterließ.
Zehn Wochen später, am 5. Oktober 1895, fand die erste Austragung statt, die A. Calder, der mit einem Handicap von zwei Stunden gestartet war, gewann. Für die 165 Meilen (ca. 265,5 Kilometer) benötigte er 11 Stunden und 44 Minuten. Trotz eines Reifenschadens in der Nähe von Geelong, der ihn etwa 20 Minuten kostete, erreichte er das Ziel 31 Minuten vor dem Zweitplatzierten. Jim Carpenter fuhr mit 10 Stunden und 52 Minuten zwar die schnellste Zeit aller Teilnehmer, belegte aber nur den vierten Rang.
Insgesamt meldeten sich 50 Fahrer für das Rennen an. Letztendlich starteten nur 24 Fahrer, von denen 7 das Ziel erreichten. Die Fahrer waren in drei Klassen eingeteilt. Die erste Klasse startete um drei Uhr morgens, die nächste eine Stunde später und die letzte eine weitere. Dadurch, dass man einen Sponsor für das Rennen gefunden hatte, erhielt es den Namen Scott-Morton Road Race und es gab vier Preise für die Fahrer. Der Sieger gewann ein Fahrrad und die jeweiligen Klassensieger eine Uhr, eine Punschbowle oder ein Tee- und Kaffee-Service.

### Rekorde
Rekordsieger des Rennens sind die Australier David Allan und Peter Besanko mit insgesamt drei Siegen.
Den Rekord für die schnellste Zeit auf dem alten, 165 Meilen langen Kurs hält der vierfache Olympiamedaillen-Gewinner Dean Woods. Im Jahr 1990 legte er die Strecke in 5 Stunden und 12 Minuten zurück.

## Palmarès

### Männer
- 2024  Mark O’Brien
- 2023  Tristan Saunders
- 2022  Cameron Scott
- 2021  Jensen Plowright
- 2020  Brendan Johnston
- 2019  Nick White
- 2017  Nathan Elliott
- 2016  Nathan Elliott
- 2015  Scott Sunderland
- 2014  Oliver Kent-Spark
- 2013  Samuel Horgan
- 2012  Floris Goesinnen
- 2011  Joel Pearson
- 2010  Rhys Pollock
- 2009  Joel Pearson
- 2008  Zak Dempster
- 2007  Timothy Decker
- 2006  Robert McLachlan
- 2005  Jonas Ljungblad
- 2004  William Walker
- 2003  Simon Gerrans
- 2002  Jamie Drew
- 2001  David McKenzie
- 2000  Hilton Clarke
- 1999  Jamie Drew
- 1998  Bart Heirewegh
- 1997  Daniel Schnider
- 1996  Chris White
- 1995  Brendan McAuliffe
- 1994  Gavin Parsonage
- 1993  Dean Woods
- 1992  Peter Besanko
- 1991  Andrew Stirling
- 1990  Robert Jordan
- 1989  Peter Besanko
- 1988  Barry Burns
- 1987  Paul Rugari
- 1986  Michael Lynch
- 1985  Brad Leach
- 1984  Peter Besanko
- 1983  Andrew Lindsay
- 1982  David Allan
- 1981  Peter Cox
- 1980  J. Hine
- 1979  David Allan
- 1978  Dennis Shaw
- 1977  Ian Grindlay
- 1976  David Allan
- 1975  Mario Giramondo
- 1974  John Bylsma
- 1973  Bruce Clarke
- 1972  L. Sedley
- 1971  Bruce Clarke
- 1970  Mario Giramondo
- 1969  B. Farmer
- 1968  Ray Crowe
- 1967  Graeme Gilmore
- 1966  L. Wearne
- 1965  W. Dove
- 1964  P. Fry
- 1963  J. Binding
- 1962  W. O’Brien
- 1961  T. Robson
- 1960  Jack Sommer
- 1959  G. Daws
- 1958  William O’Brien
- 1957  Stan Bonney
- 1956  R. Davis
- 1955  Eddie Smith
- 1954  Bill Guyatt
- 1953  Murray French
- 1952  Vin Beasley
- 1951  A. Julius
- 1950  Max Rowley
- 1949  S. Bonney
- 1948  Alby Saunders
- 1947  A. Edwards

...
- 1939  D. Toseland
- 1938  T. Rogers
- 1937  T. Brooks
- 1936  J. McEvoy
- 1935  T. Reynolds

...
- 1933  L. Willoughby
- 1932  R. J. Reynolds
- 1931  G. E. Lessing
- 1930  J. P. Egan
- 1929  H. Marshall

...
- 1926  Les Einsiedel
- 1925  E. E. Williamson
- 1924  W. F. King
- 1923  P. Wells
- 1922  P. Hill

...
- 1911  J. Tebbs
- 1910  C. A. Piercy
- 1909  W. Knaggs
- 1908  J. T. Donohue
- 1907  M. B. Dobie
- 1906  D. D. Riley
- 1905  Bill Hawley
- 1904  J. Wright
- 1903  Jack Arnst
- 1902  M. Chappell
- 1901  W. Nioa
- 1898  W. Collins
- 1897  W. C. Jackson
- 1896  J. Carpenter
- 1895  A. Calder

### Frauen
- 2022  Maeve Plouffe